# Tempietto de San Pietro in Montorio
Le Tempietto de San Pietro in Montorio, également appelé Tempietto de Bramante, est un petit temple commémoratif construit par Bramante à Rome, peut-être dès 1502, au centre d'une des cours du couvent San Pietro in Montorio, sur la colline du Janicule ; il est situé sur la piazza di San Pietro in Montorio, 2.
Considéré comme un chef-d'œuvre architectural de la Haute Renaissance, il illustre certains des thèmes fondamentaux de l'architecture de la Renaissance tels que le plan centré, la renaissance de l'architecture romaine antique et la recherche proportionnelle et géométrique dans la relation entre les parties de l'édifice.

## Historique
Après avoir passé plusieurs années à Milan, Bramante s'installe à Rome, où il a été employé par le cardinal Giuliano della Rovere, le futur pape Jules II. 
Le Tempietto constitue une des premières commandes de Bramante, par laquelle Isabelle Ire de Castille et Ferdinand II d'Aragon veulent commémorer l'annus mirabilis qu'a été l'année 1492, qui s'est ouverte par la prise de Grenade, marquant la fin de la Reconquista, et qui s'est terminée par la découverte de l'Amérique par Christophe Colomb. Le Tempietto symbolisait l'ambition de la couronne espagnole d'établir un empire universel centré à Jérusalem, dont la reconquête est préfigurée de façon cryptique dans plusieurs caractéristiques des chapelles,,.
Plus tard, une congrégation espagnole sera présente dans le complexe du couvent et, encore aujourd'hui, une partie des bâtiments entourant le temple est le siège de l'Académie espagnole. Peut-être a-t-il été conçu en 1502, mais des doutes subsistent sur les années de conception et de construction ; certains, en l'absence de documentation, proposent de reporter la datation vers 1510, la rendant ainsi contemporaine des grands projets de Bramante. 
Le Tempietto est destiné à marquer le lieu qui, selon une tradition assez tardive, a vu le martyre de saint Pierre qui a eu lieu sur le Janicule. 
Dès sa construction, l'œuvre connait un grand succès critique : Sebastiano Serlio et Andrea Palladio la jugent digne de figurer aux côtés des œuvres des Anciens. Elle influence directement ou indirectement de nombreuses œuvres architecturales ultérieures ; Giorgio Vasari la représente dans une fresque de la Sala Regia. 
Au XVIIe siècle, le bâtiment subit quelques modifications, dont une légère élévation du dôme, la modification de la lanterne et la construction d'escaliers pour accéder à la crypte.

## Description

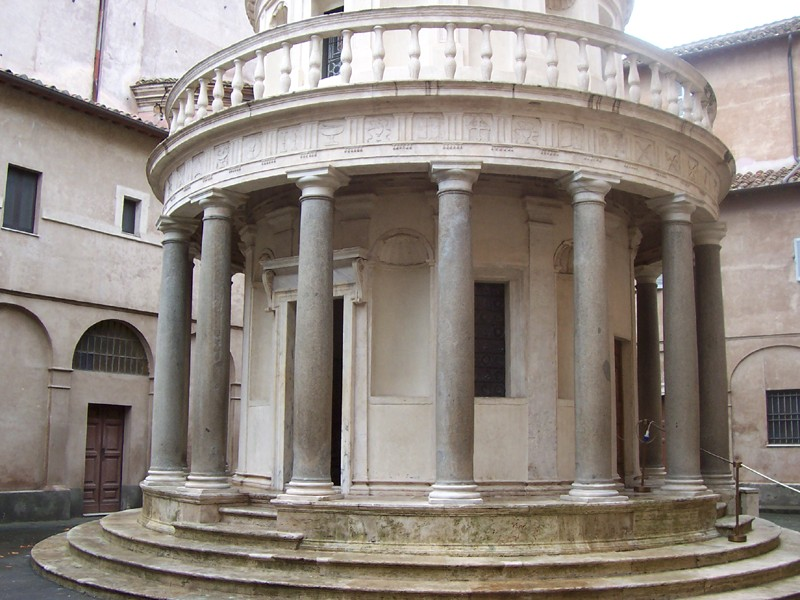
Détail.

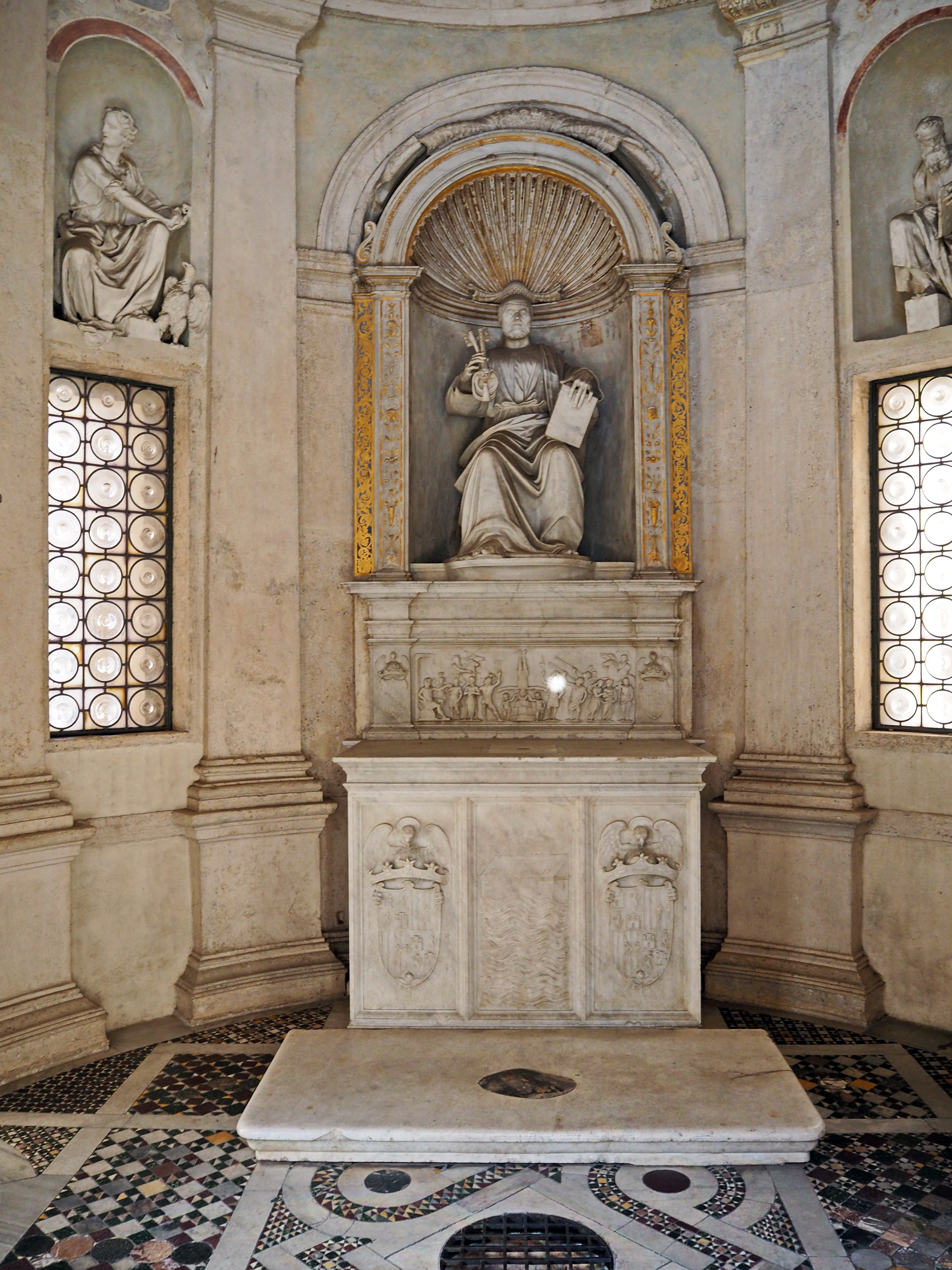
Intérieur, statue de Saint Pierre.

Avec toutes les transformations de la Renaissance et de la Rome baroque, il est difficile d'imaginer l'aspect originel de ce bâtiment au début du XVIe siècle. Le bâtiment a intégré en grande partie le style de Filippo Brunelleschi. Lorsque Bramante construit son Tempietto, le plan centré, théorisé par Leon Battista Alberti comme étant le plan de l'église idéale, est déjà largement utilisé par les architectes. 
Le temple, monoptère et périptère, a un corps cylindrique qui constitue sa salle, et dont la maçonnerie est creusée par des niches inhabituellement profondes, décorées de coquilles, et marquées par des pilastres, projection géométrique des colonnes du péristyle. Le bâtiment est entouré d'une colonnade toscane élevée sur des marches ; un entablement dorique modelé d'après l'ancien Théâtre de Marcellus et conforme aux indications données par Vitruve pour l'ordre dorique court sur les seize colonnes, avec une frise ornée de triglyphes et de métopes. Les colonnes sont en granite gris, les autres éléments en travertin. Le plafond du déambulatoire est décoré de caissons.
L'intérieur du bâtiment a un diamètre d'environ 4,5 m, plus une « cella » qu'un espace destiné aux fonctions liturgiques, un lieu purement symbolique et commémoratif. La forme cylindrique est quelque peu transformée par des niches hautes et profondes, dont quatre abritent de petites statues des Évangélistes. Sur l'autel, la statue de saint Pierre est l'œuvre d'un Lombard anonyme. Le sol est en dalles de marbre polychrome de style Cosmatesque, objet d'un certain renouveau à la fin du XVe siècle.
L'espace est recouvert d'un dôme, conçu en conglomérat de ciment (à la manière des Anciens) et placé sur un tambour orné de pilastres qui prolongent ceux du registre inférieur, mais manquent des attributs de l'ordre architectural. Le bardage en plomb, probablement présent depuis la construction, a été restauré au XXe siècle ;  il avait été remplacé par des tuiles au XIXe siècle.
Selon les projets initiaux, le temple aurait dû être inséré au centre d'une cour circulaire non réalisée (celle actuelle est de forme quadrangulaire), de manière à mettre en évidence la symétrie parfaite de l'ensemble et souligner la centralité du temple dont la structure rayonnait dans la cour, projetant les seize colonnes en seize autres pour former un portique circulaire, comme on peut le voir dans une reconstruction de Serlio. Ce projet original n'aurait permis la vue du temple que depuis une position assez proche, donnant au petit bâtiment un aspect beaucoup plus imposant et massif, selon une recherche en perspective précise.
Le bâtiment est construit au-dessus d'une crypte circulaire, probablement les restes d'un bâtiment préexistant, dont le centre indique l'endroit où la croix inversée du martyre du saint aurait été plantée, qui est devenu l'axe idéal de toute la construction. Cette crypte était peut-être considérée à l'époque de Bramante comme les restes du Tropeion Petri, la petite chapelle ou monument édifié, selon les preuves du IIe siècle et la tradition, en souvenir de l'enterrement ou du martyre de saint Pierre. La crypte est accessible par des escaliers extérieurs construits au XVIIIe siècle ; à l'origine, il n'y avait qu'un petit escalier derrière l'autel,.

## Renaissance de l'ancien

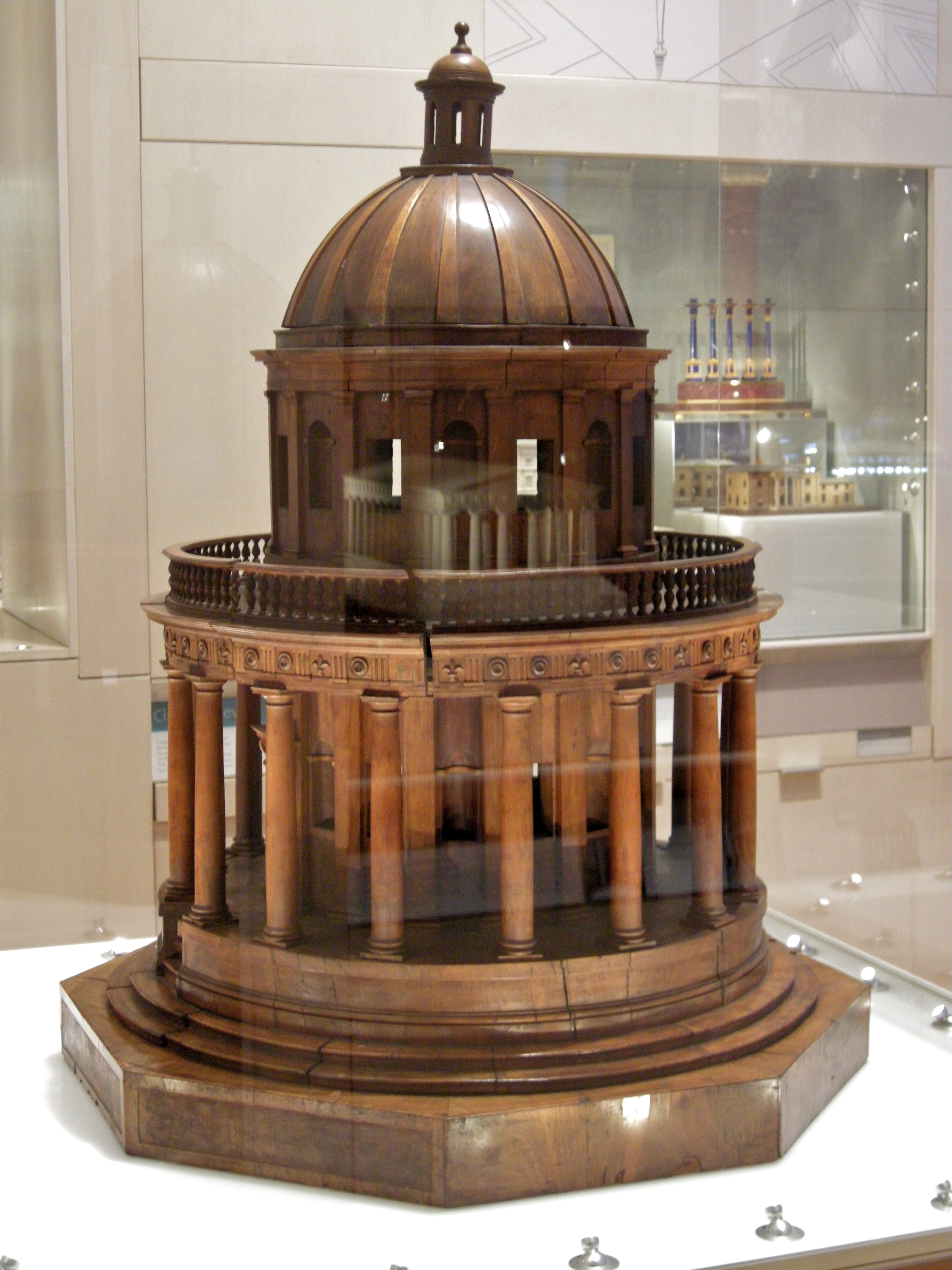
Maquette en bois du Tempietto du Victoria and Albert Museum.

Le petit bâtiment (la chapelle peut accueillir dix personnes) se réfère aux temples circulaires antiques, un type d'architecture décrit par Vitruve et utilisé par l'architecture romaine antique et dont certains exemples tels que le temple de Vesta à Tivoli, le temple de Vesta dans le forum et le temple d'Hercule Olivarius (à l'époque également considéré comme un temple dédié à Vesta à Rome) étaient visibles et encore intacts au moment de sa conception. Si le temple de Tivoli a également deux cylindres imbriqués, le cylindre intérieur du temple de Bramante surplombe la colonnade et forme un niveau supérieur couronné d'un dôme hémisphérique.
Cependant, ces exemples, que Bramante a certainement eu l'occasion de voir, n'expliquent pas la morphologie du temple, à l'exception du péristyle. La référence au classicisme est plus exhaustive si elle se réfère à la description du temple périphérique circulaire faite par Vitruve qui, dans sa description concise, utilise le terme « monopteros » que Francesco di Giorgio Martini et ensuite Bramante ont compris comme un dôme, créant effectivement une nouveau typologie.
Compte tenu de la destination du temple, cette référence a peut-être servi à reprendre l'exemple paléochrétien des petites constructions circulaires généralement destinées au martyrium. En ce sens, le Tempietto rappelle le mausolée Santa Costanza et celui de Santo Stefano Rotondo.
Aucun architecte n'avait reproduit l'ordre dorique d'une manière aussi fidèle avant Bramante. Il deviendra autant un modèle que l'Antique, notamment dans les traités de Serlio et Palladio.

## Plan centré

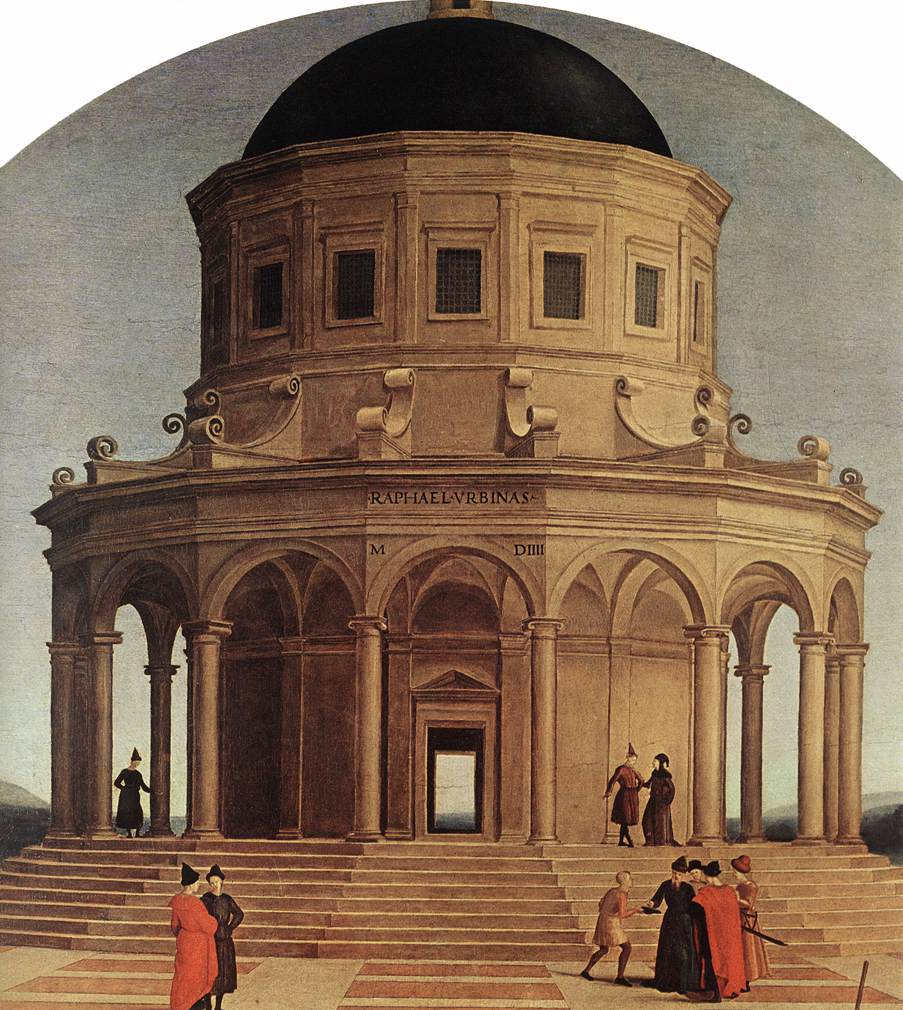
Raphaël, détail du Mariage de la Vierge.

Une autre référence de Bramante est le Panthéon qui a aussi un plan circulaire, mais une masse beaucoup plus importante. La construction du temple est au centre de la recherche qui a impliqué tous les architectes de la Renaissance sur le plan centré comme modèle pour représenter la réalité divine et le cosmos, notamment pour la forme circulaire, expression conceptuelle et visuelle de la « figure du monde ».
Dans le cas du Tempietto, la circularité est exagérée dans la conception du projet global original qui se résout en une série de cercles concentriques partant du sol intérieur jusqu'au portique de la cour non réalisée.
Ces ferments culturels, auxquels le néoplatonisme n'est pas étranger, ont conduit à la conception du plus grand temple du christianisme avec un plan centré, la basilique Saint-Pierre du Vatican, pour le projet duquel Bramante a pu prendre certains éléments du temple et notamment le dôme. Ce passage entre le tout petit du temple et le colossal du Panthéon et de Saint-Pierre révèle le caractère conceptuel de la petite chapelle dont les caractéristiques architecturales semblent motivées par des valeurs symboliques précises liées à la figure du saint.
La réalisation expérimentale de Bramante trouve également un parallèle dans certaines œuvres picturales, dont la peinture contemporaine de Raphaël, Le Mariage de la Vierge, preuve de l'importance du thème du temple circulaire dans la culture du début du XVIe siècle.

## Symbologie
Outre la genèse et les implications culturelles globales du concept architectural, divers symboles ont été identifiés dans le petit bâtiment :
- l'utilisation de l'ordre dorique-toscan, vu par Vitruve qui identifie saint Pierre comme une figure « héroïque » ;
- la crypte, la chapelle et le dôme pourraient représenter dans l'ordre : l'Église originelle des catacombes, l'Église militante contemporaine et l'Église triomphante dans la gloire du ciel ;
- sur le périmètre du temple, les 16 colonnes dont le nombre est considéré comme parfait par Vitruve car 16 = 10 + 6, deux nombres parfaits selon les pythagoriciens.

## Géométrie et proportions

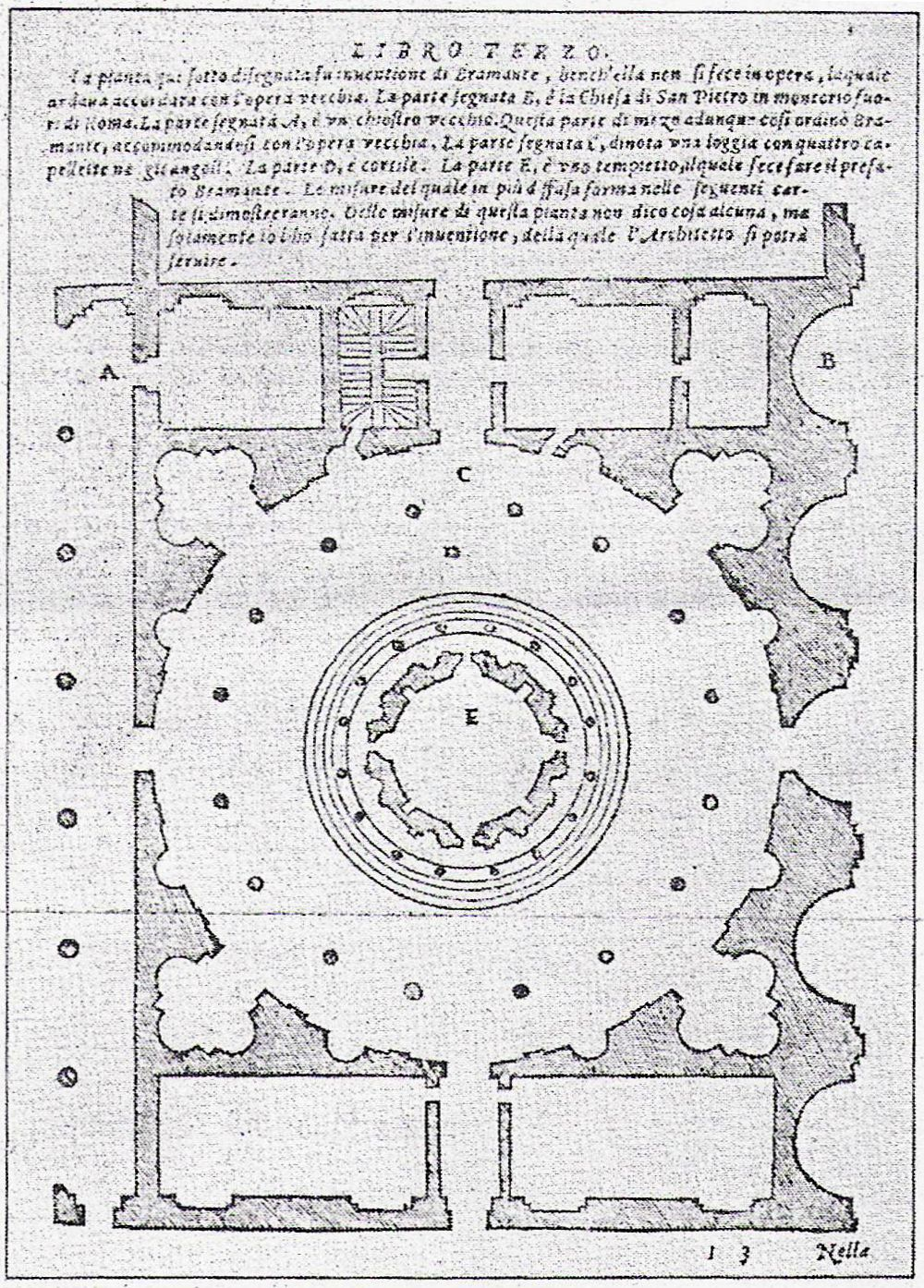
Serlio, projet du Tempietto.

La construction est conçue à travers des relations géométriques simples :
- la hauteur (y compris l'architrave, la frise et la corniche) est égale à la distance entre celle-ci et le sommet du dôme ;
- le dôme du bâtiment a un rayon égal à sa hauteur et à la hauteur du tambour sur lequel il repose ; en cela, il a une relation évidente avec le Panthéon (dans lequel le dôme, également hémisphérique, fait exactement la moitié de la hauteur du bâtiment complet) ;
- le diamètre de la circonférence externe des colonnes est égal à 3/2 du diamètre du dôme.

Les proportions de l'édifice correspondent à la racine carrée de deux, employée ici pour déterminer la relation des cylindres intérieur et extérieur en largeur et en hauteur, le rapport de la largeur totale par rapport à la hauteur totale. La relation mathématique de 1 : 1 et 1 : 2 est respectée dans les proportions des deux cylindres considérés ensemble. D'après le seul plan connu du projet, publié en 1540 dans le Troisième Livre d'Architecture de Serlio, ces systèmes semblent régir la relation entre le Tempietto et la cour dont il aurait dû être le centre. Ce projet d'origine est un exemple de l'attitude des Italiens envers l'architecture : l'édifice n'est pas conçu seul, quels que soient les efforts et l'imagination déployés ; il fait partie d'un ensemble et est un élément d'un effet scénique, qu'il domine peut-être, mais sans lequel il perd sa fonction visuelle la plus importante.

## Postérité
Le Tempietto a servi de modèle au dôme du Panthéon à Paris, conçu par Jacques-Germain Soufflot au milieu du XVIIIe siècle.

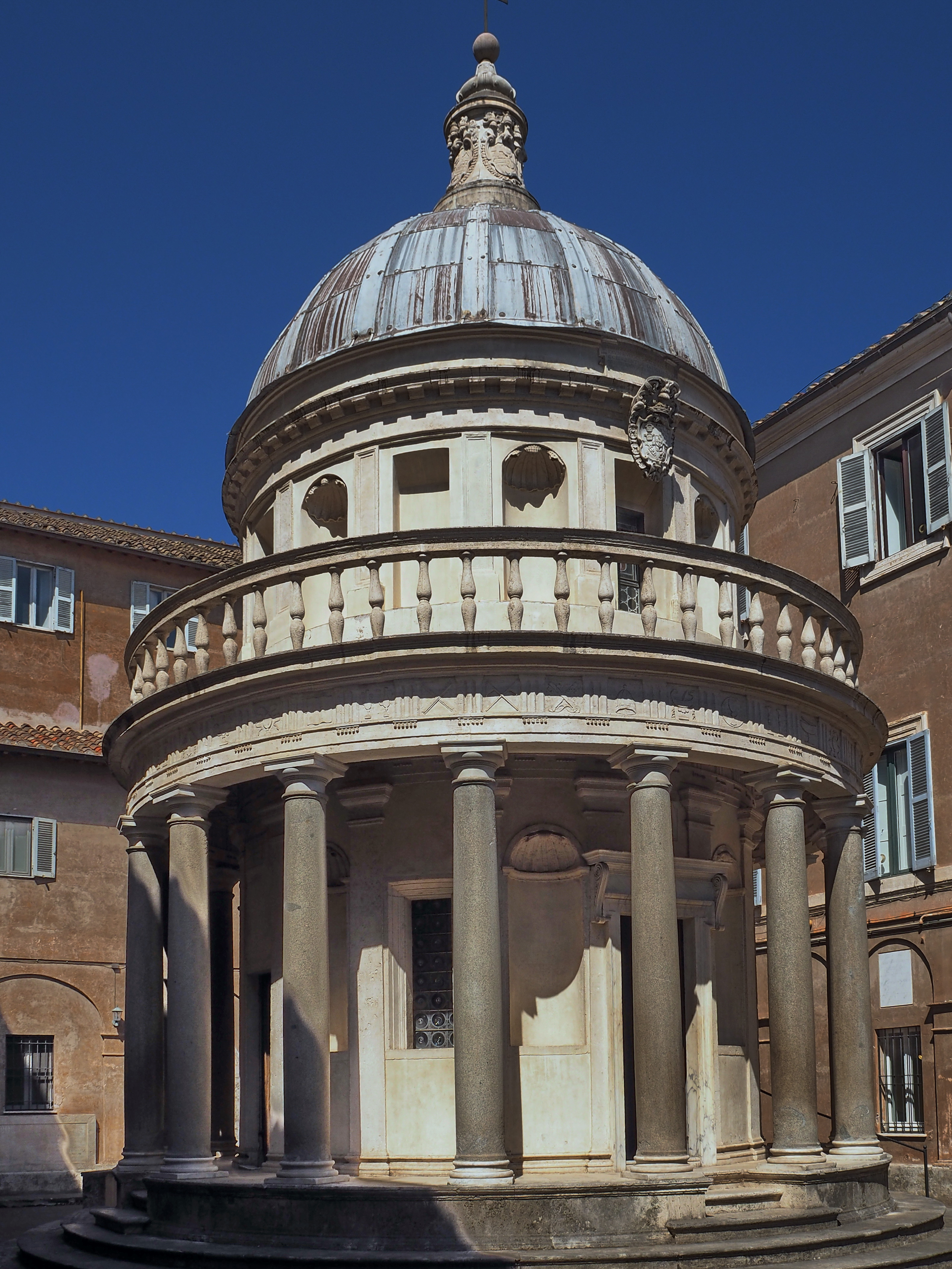
Le Tempietto de Bramante.
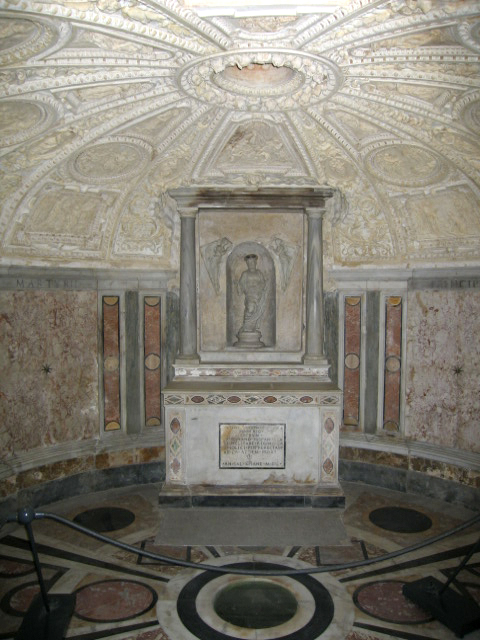
Trou dans lequel aurait été plantée la croix de saint Pierre.
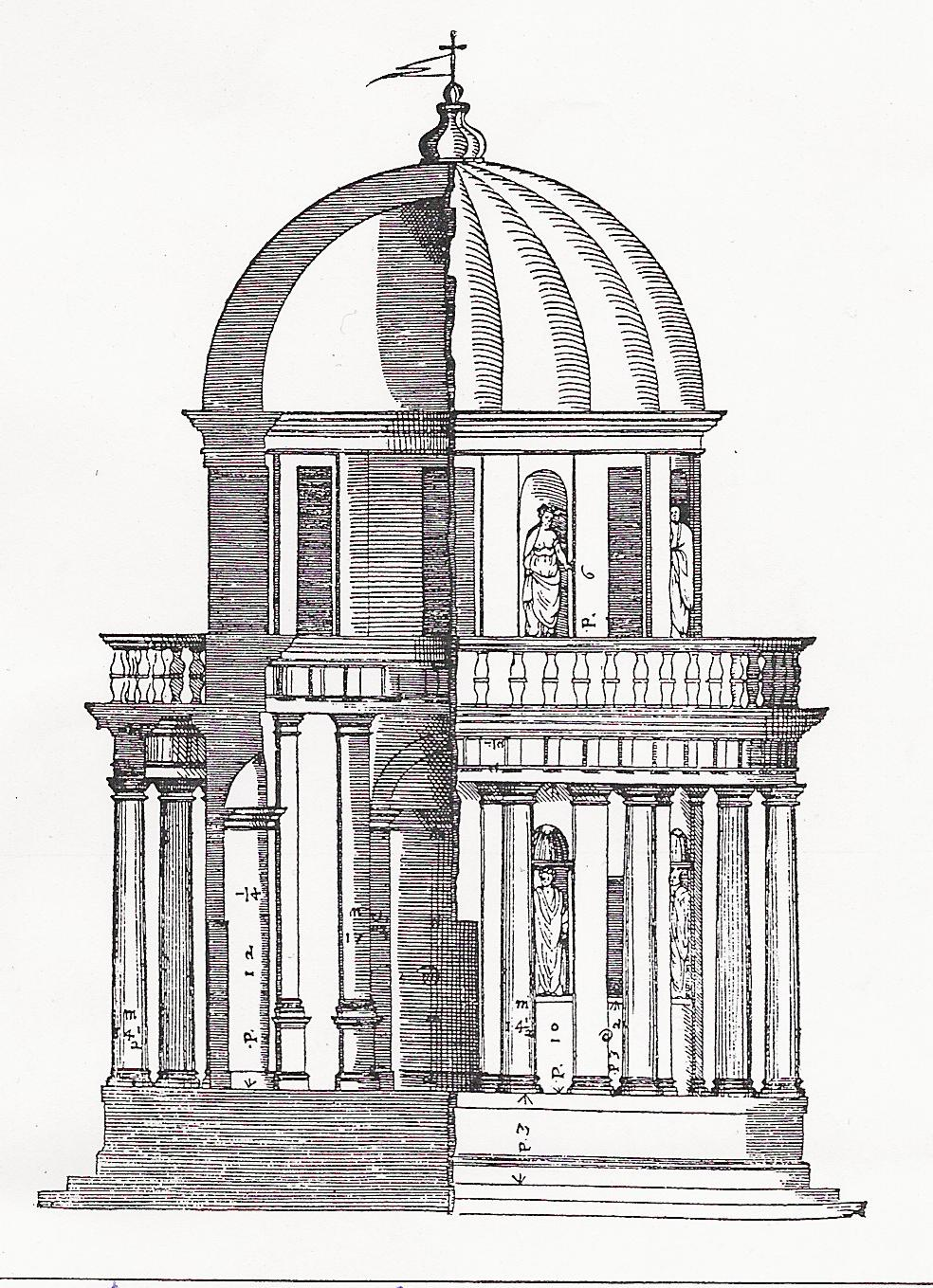
Le Tempietto (Andrea Palladio Quattro Libri, gravure sur bois (1570).

## Source de traduction
- (it) Cet article est partiellement ou en totalité issu de l’article de Wikipédia en italien intitulé « Tempietto di San Pietro in Montorio » (voir la liste des auteurs).